# فهرست شهرستان‌های آرکانزاس
| نام شهرستان                    | مرکز شهرستان          | تأسیس | جمعیت   | مساحت          | نقشه |
| ------------------------------ | --------------------- | ----- | ------- | -------------- | ---- |
| شهرستان آرکانزاس، آرکانزاس     | دویتاشتوتگارت         | ۱۸۱۳  | ۱۹٬۰۱۹  | ۹۸۸ مایل‌مربع   |      |
| شهرستان اشلی، آرکانزاس         | هامبورگ               | ۱۸۴۸  | ۲۱٬۸۵۳  | ۹۲۱ مایل‌مربع   |      |
| شهرستان بکستر، آرکانزاس        | مانتین هوم            | ۱۸۷۳  | ۴۱٬۵۱۳  | ۵۵۴ مایل‌مربع   |      |
| شهرستان بنتون، آرکانزاس        | بنتونویل              | ۱۸۳۶  | ۲۲۱٬۳۳۹ | ۸۴۳ مایل‌مربع   |      |
| شهرستان بونی، آرکانزاس         | هریسون                | ۱۸۶۹  | ۳۶٬۹۰۳  | ۵۹۱ مایل‌مربع   |      |
| شهرستان برادلی، آرکانزاس       | وارن                  | ۱۸۴۰  | ۱۱٬۵۰۸  | ۶۵۱ مایل‌مربع   |      |
| شهرستان کلهون، آرکانزاس        | همپتون                | ۱۸۵۰  | ۵٬۳۶۸   | ۶۲۸ مایل‌مربع   |      |
| شهرستان کرول، آرکانزاس         | بریویلیارکا اسپرینگز  | ۱۸۳۳  | ۲۷٬۴۴۶  | ۶۳۴ مایل‌مربع   |      |
| شهرستان شیکو، آرکانزاس         | لیک ویلیج             | ۱۸۲۳  | ۱۱٬۸۰۰  | ۶۴۴ مایل‌مربع   |      |
| شهرستان کلرک، آرکانزاس         | آرکادلپیا             | ۱۸۱۸  | ۲۲٬۹۹۵  | ۸۶۶ مایل‌مربع   |      |
| شهرستان کلی، آرکانزاس          | پیگاتکورنینگ          | ۱۸۷۳  | ۱۶٬۰۸۳  | ۶۳۹ مایل‌مربع   |      |
| شهرستان کلیبرن، آرکانزاس       | هبراسپرینگز           | ۱۸۸۳  | ۲۵٬۹۷۰  | ۵۵۳ مایل‌مربع   |      |
| شهرستان کلیولند، آرکانزاس      | ریسون                 | ۱۸۷۳  | ۸٬۶۸۹   | ۵۹۸ مایل‌مربع   |      |
| شهرستان کلمبیا، آرکانزاس       | مگنولیا               | ۱۸۵۲  | ۲۴٬۵۵۲  | ۷۶۶ مایل‌مربع   |      |
| شهرستان کانوی، آرکانزاس        | موریلتون              | ۱۸۲۵  | ۲۱٬۲۷۳  | ۵۵۶ مایل‌مربع   |      |
| شهرستان کریگهد، آرکانزاس       | جونزبرولیک سیتی       | ۱۸۵۹  | ۹۶٬۴۴۳  | ۷۱۱ مایل‌مربع   |      |
| شهرستان کرافورد، آرکانزاس      | ون بورن               | ۱۸۲۰  | ۶۱٬۹۴۸  | ۵۹۶ مایل‌مربع   |      |
| شهرستان کریتندن، آرکانزاس      | ماریون                | ۱۸۲۵  | ۵۰٬۹۰۲  | ۶۱۰ مایل‌مربع   |      |
| شهرستان کراس، آرکانزاس         | وین                   | ۱۸۶۲  | ۱۷٬۸۷۰  | ۶۱۶ مایل‌مربع   |      |
| شهرستان دالاس، آرکانزاس        | فوردایس               | ۱۸۴۵  | ۸٬۱۱۶   | ۶۶۸ مایل‌مربع   |      |
| شهرستان دشا، آرکانزاس          | آرکانزاس سیتی         | ۱۸۳۸  | ۱۳٬۰۰۸  | ۷۶۵ مایل‌مربع   |      |
| شهرستان درو، آرکانزاس          | مونته سلو             | ۱۸۴۶  | ۱۸٬۵۰۹  | ۸۲۸ مایل‌مربع   |      |
| شهرستان فاکنر، آرکانزاس        | کان‌وی                 | ۱۸۷۳  | ۱۱۳٬۲۳۷ | ۶۴۷ مایل‌مربع   |      |
| شهرستان فرانکلین، آرکانزاس     | آزرکچارلزتون          | ۱۸۳۷  | ۱۸٬۱۲۵  | ۶۱۰ مایل‌مربع   |      |
| شهرستان فولتن، آرکانزاس        | سالم                  | ۱۸۴۲  | ۱۲٬۲۴۵  | ۶۱۸ مایل‌مربع   |      |
| شهرستان گارلند، آرکانزاس       | هات اسپرینگز          | ۱۸۷۳  | ۹۶٬۰۲۴  | ۶۷۸ مایل‌مربع   |      |
| شهرستان گرانت، آرکانزاس        | شریدان                | ۱۸۶۹  | ۱۷٬۸۵۳  | ۶۳۲ مایل‌مربع   |      |
| شهرستان گرین، آرکانزاس         | پاراگولد              | ۱۸۳۳  | ۴۲٬۰۹۰  | ۵۷۸ مایل‌مربع   |      |
| شهرستان همپستید، آرکانزاس      | هوپ                   | ۱۸۱۸  | ۲۲٬۶۰۹  | ۷۲۹ مایل‌مربع   |      |
| شهرستان هات اسپرینگز، آرکانزاس | مالورن                | ۱۸۲۹  | ۳۲٬۹۲۳  | ۶۱۵ مایل‌مربع   |      |
| شهرستان هوارد، آرکانزاس        | نشویل                 | ۱۸۷۳  | ۱۳٬۷۸۹  | ۵۸۸ مایل‌مربع   |      |
| شهرستان ایندیپندنس، آرکانزاس   | بتسویل                | ۱۸۲۰  | ۳۶٬۶۴۷  | ۷۶۴ مایل‌مربع   |      |
| شهرستان ایزرد، آرکانزاس        | ملبورن                | ۱۸۲۵  | ۱۳٬۶۹۶  | ۵۸۱ مایل‌مربع   |      |
| شهرستان جکسون، آرکانزاس        | نیوپورت               | ۱۸۲۹  | ۱۷٬۹۹۷  | ۶۳۴ مایل‌مربع   |      |
| شهرستان جفرسون، آرکانزاس       | پاین بلاف             | ۱۸۲۹  | ۷۷٬۴۳۵  | ۸۸۵ مایل‌مربع   |      |
| شهرستان جانسون، آرکانزاس       | کلارکسویل             | ۱۸۳۳  | ۲۵٬۵۴۰  | ۶۶۲ مایل‌مربع   |      |
| شهرستان لافایت، آرکانزاس       | لوئیس‌ویل              | ۱۸۲۷  | ۷٬۶۴۵   | ۵۲۶ مایل‌مربع   |      |
| شهرستان لارنس، آرکانزاس        | والنوت ریج (آرکانزاس) | ۱۸۱۵  | ۱۷٬۴۱۵  | ۵۸۷ مایل‌مربع   |      |
| شهرستان لی، آرکانزاس           | ماریانا               | ۱۸۷۳  | ۱۰٬۴۲۴  | ۶۰۲ مایل‌مربع   |      |
| شهرستان لینکلن، آرکانزاس       | استار سیتی            | ۱۸۷۱  | ۱۴٬۱۳۴  | ۵۶۱ مایل‌مربع   |      |
| شهرستان لیتل ریور، آرکانزاس    | اشداون                | ۱۸۶۷  | ۱۳٬۱۷۱  | ۵۳۲ مایل‌مربع   | \|-  |
| شهرستان لوگان، آرکانزاس        | بونویلپاریس           | ۱۸۷۱  | ۲۲٬۳۵۳  | ۷۱۰ مایل‌مربع   |      |
| شهرستان لونکه، آرکانزاس        | لونکه                 | ۱۸۷۳  | ۶۸٬۳۵۶  | ۷۶۶ مایل‌مربع   |      |
| شهرستان مدیسون، آرکانزاس       | هانتسویل              | ۱۸۳۶  | ۱۵٬۷۱۷  | ۸۳۷ مایل‌مربع   |      |
| شهرستان ماریون، آرکانزاس       | یلویل                 | ۱۸۳۵  | ۱۶٬۶۵۳  | ۵۹۸ مایل‌مربع   |      |
| شهرستان میلر، آرکانزاس         | تکسارکانا             | ۱۸۷۴  | ۴۳٬۴۶۲  | ۶۲۴ مایل‌مربع   |      |
| شهرستان میسیسیپی، آرکانزاس     | بلایت ویلاوسکئولا     | ۱۸۳۳  | ۴۶٬۴۸۰  | ۹۲۰ مایل‌مربع   |      |
| شهرستان مونرو، آرکانزاس        | کلارندون              | ۱۸۲۹  | ۸٬۱۴۹   | ۶۰۷ مایل‌مربع   |      |
| شهرستان مونتگومری، آرکانزاس    | مانت آیدا             | ۱۸۴۲  | ۹٬۴۸۷   | ۷۸۱ مایل‌مربع   |      |
| شهرستان نوادا، آرکانزاس        | پرسکات                | ۱۸۷۱  | ۸٬۹۹۷   | ۶۲۰ مایل‌مربع   |      |
| شهرستان نیوتون، آرکانزاس       | جاسپر                 | ۱۸۴۲  | ۸٬۳۳۰   | ۸۲۳ مایل‌مربع   |      |
| شهرستان واشیتا، آرکانزاس       | کامدن                 | ۱۸۴۲  | ۲۶٬۱۲۰  | ۷۳۲ مایل‌مربع   |      |
| شهرستان پری، آرکانزاس          | پریویل                | ۱۸۴۰  | ۱۰٬۴۴۵  | ۵۵۱ مایل‌مربع   |      |
| شهرستان فیلیپس، آرکانزاس       | هلنا                  | ۱۸۲۰  | ۲۱٬۷۵۷  | ۶۹۳ مایل‌مربع   |      |
| شهرستان پایک، آرکانزاس         | مورفریزبورو           | ۱۸۳۳  | ۱۱٬۲۹۱  | ۶۰۳ مایل‌مربع   |      |
| شهرستان پوینست، آرکانزاس       | هریسبورگ              | ۱۸۳۸  | ۲۴٬۵۸۳  | ۷۵۸ مایل‌مربع   |      |
| شهرستان پولک، آرکانزاس         | منا                   | ۱۸۴۴  | ۲۰٬۶۶۲  | ۸۶۰ مایل‌مربع   |      |
| شهرستان پوپ، آرکانزاس          | راسلویل               | ۱۸۲۹  | ۶۱٬۷۵۴  | ۸۱۲ مایل‌مربع   |      |
| شهرستان پریری، آرکانزاس        | دس آرکDe Valls Bluff  | ۱۸۴۶  | ۸٬۷۱۵   | ۶۴۶ مایل‌مربع   |      |
| شهرستان پلاسکی، آرکانزاس       | لیتل راک              | ۱۸۱۸  | ۳۸۲٬۷۴۸ | ۷۷۱ مایل‌مربع   |      |
| شهرستان راندولف، آرکانزاس      | پوکوهانتس             | ۱۸۳۵  | ۱۷٬۹۶۹  | ۶۵۲ مایل‌مربع   |      |
| شهرستان سنت فرانسیس، آرکانزاس  | فارست سیتی            | ۱۸۲۷  | ۲۸٬۲۵۸  | ۶۳۴ مایل‌مربع   |      |
| شهرستان سالین، آرکانزاس        | بنتون                 | ۱۸۳۵  | ۱۰۷٬۱۱۸ | ۷۲۵ مایل‌مربع   |      |
| شهرستان اسکات، آرکانزاس        | والدرون               | ۱۸۳۳  | ۱۱٬۲۳۳  | ۸۹۴ مایل‌مربع   |      |
| شهرستان سیرسی، آرکانزاس        | مارشال                | ۱۸۳۸  | ۸٬۱۹۵   | ۶۶۷ مایل‌مربع   |      |
| شهرستان سباستین، آرکانزاس      | گرینوودفورت اسمیت     | ۱۸۵۱  | ۱۲۵٬۷۴۴ | ۵۳۶ مایل‌مربع   |      |
| شهرستان سویر، آرکانزاس         | دی کویین              | ۱۸۲۸  | ۱۷٬۰۵۸  | ۵۶۴ مایل‌مربع   |      |
| شهرستان شارپ، آرکانزاس         | اش فلت                | ۱۸۶۸  | ۱۷٬۲۶۴  | ۶۰۴ مایل‌مربع   |      |
| شهرستان استون، آرکانزاس        | مانتین ویو            | ۱۸۷۳  | ۱۲٬۳۹۴  | ۶۰۷ مایل‌مربع   |      |
| شهرستان یونیون، آرکانزاس       | الدورادو              | ۱۸۲۹  | ۴۱٬۶۳۹  | ۱٬۰۳۹ مایل‌مربع |      |
| شهرستان ون بیورن، آرکانزاس     | کلینتون               | ۱۸۳۳  | ۱۷٬۲۹۵  | ۷۱۲ مایل‌مربع   |      |
| شهرستان واشینگتن، آرکانزاس     | فایت‌ویل               | ۱۸۲۸  | ۲۰۳٬۰۶۵ | ۹۵۰ مایل‌مربع   |      |
| شهرستان وایت، آرکانزاس         | سرسی                  | ۱۸۳۵  | ۷۷٬۰۷۶  | ۱٬۰۳۴ مایل‌مربع |      |
| شهرستان وودروف، آرکانزاس       | آگوستا                | ۱۸۶۲  | ۷٬۲۶۰   | ۵۸۷ مایل‌مربع   |      |
| شهرستان یل، آرکانزاس           | دنویلدردانل           | ۱۸۴۰  | ۲۲٬۱۸۵  | ۹۲۸ مایل‌مربع   |      |